# Lysimachia andina
Lysimachia andina är en viveväxtart som beskrevs av Noel Yvri Sandwith. Lysimachia andina ingår i släktet lysingar, och familjen viveväxter. Inga underarter finns listade i Catalogue of Life.